# おとこの娘倶楽部
おとこの娘倶楽部（おとこのくらぶ）は、株式会社MASTERUPが展開するアダルトゲームブランドのひとつである。
男の娘をもっぱら題材とする低価格帯レーベルとして2009年より活動している。
サブレーベルとして、2012年に始動の「おとこの娘倶楽部Z」がある（ただし現在までに初回作のみの活動）。
DVDPG版に関しては、『妹（に）交姦（される兄）の会 DVDPG』がD-PLAYから2014年7月25日に発売予定となっている。
2012年および2013年には、過去作品のからボーカル曲をセレクトした音楽CDをリリースしている。
作品傾向としては、おね×ショタ、女装ショタ×女装ショタ、ホモ×女装ショタ、トランスジェンダーなど、フェミニンな美少年として「男の娘」全般を題材とする幅広い作品を取り扱う。

## ゲーム作品

### おとこの娘倶楽部
- エルフの姉弟 〜寝取り孕ませ恋人交換〜
- エルフのお姫様 〜子づくり乱交で孕ませてっ!〜
- ユリっ娘女学院 〜もっと虐めて!お姉さまっ〜
- エルフ軍の姉妹 〜麗しき禁断の遊び〜
- 妹（に）交姦（される兄）の会
- まにょっこ☆みのりん 〜僕(♂)が魔法少女!?〜
- おとラブ 〜女装美少年限定!〜
- おとこの娘だってデキるもん! 〜ワンダフル孕ませライフ〜
- 放課後女装☆ネットアイドル 〜皆の為の性ペット〜
- おとこの娘だってウタえるもん♪
- まにょっこ☆まこりん 〜僕も魔法少女!?〜
- 放課後女装☆ツンデレビッチ 〜アイツは僕のセックスフレンド…だったのに?!〜
- おとメイド@cafe
- あにラブ 〜女装美少年革命!〜

### おとこの娘倶楽部Z
- おとたま 〜ぼくたちガールズバンドです〜

## 音楽作品
- おとこの娘だってウタえるもん♪ - ちぃむdmp☆、Riz
- まにょっこ☆しゅだいか 僕（♂）たちが魔法少女♪ - 愛原圭織

## 主なスタッフ

### 原画
- 秋野すばる
- 天草帳
- さあぺんと

### シナリオ
- 阿風梨々亜
- 奇偶転置
- Jan
- JUN